# Цирельсон, Лейб Моисеевич
Иегу́да-Лейб Ци́р(е)льсон (при жизни известный как Идэ-Лейб Цирельсон или по-русски Лейб Моисеевич Цирельсон; варианты имени Лейб-Ие(х)уда и Йе(х)уда-Лейб; иврит и идиш הרבֿ הגאון יהודה לײב צירלסאָן; 24 декабря 1859, Козелец, Черниговская губерния — 25 июня или 6 июля 1941, Кишинёв) — раввин, общественный деятель, один из крупнейших галахических авторитетов XX века. На протяжении нескольких десятилетий — главный раввин Бессарабии. Писал на иврите, идише, арамейском, а также русском и румынском языках.

## Биография

### 1859—1908 годы
Идэ-Лейб Цирельсон родился в уездном городке Козелец Черниговской губернии, где его отец Мойше-Хаим Цирельсон был раввином. Рано проявил незаурядные способности и уже к 19 годам получил должность духовного раввина в Прилуках соседней Полтавской губернии (1879); в 1907 году там же стал казённым раввином. В эти годы — много выступал с публицистическими статьями на иврите в газетах «ха-Мелиц» (Защитник, Петербург), «ха-Цефира» (Время, Варшава), «ха-Магид» (Проповедник, Краков), журнале «ха-Зман» (Время, Вильна), регулярно сотрудничал с варшавской газетой на идише «Дэр Юд» (Еврей), опубликовал сборник поэзии и эссеистики на иврите «Дерех Слула» (Проторённый путь, 1902), брошюры на русском языке «Русско-японская война» (1904) и «Анализ мыльных пузырей» (1908, обе в Одессе), приобрёл широкую известность как оратор. Участвовал в первой всероссийской сионистской конференции в Варшаве в августе 1898 года, где выступил против светской образовательной деятельности сионистского движения; одно время поддерживал идею религиозного сионизма, но впоследствии разочаровался в сионистском движении как таковом.

### 1908—1918 годы
С 1908 года — духовный и казённый раввин в Кишинёве (Бессарабская губерния). В 1910 году избран председателем всероссийской раввинской комиссии (ваад hарабоним) и занимал эту позицию до 1917 года, когда комиссия была расформирована. Как полномочный представитель руководства еврейских религиозных общин России составлял обращения к власти по различным вопросам, касающимся еврейского населения страны, в частности в 1911 году опубликовал письмо-протест за подписью 300 раввинов Российской империи в связи с разворачивающимся делом Бейлиса. Получил звание Почётного Гражданина Российской империи и генерала-духовника.
В 1912 году стал одним из основателей всемирного ортодоксального движения «Агудас Исроэл» (Союз Израиля), был организатором учредительного конгресса движения в том же году в Катовице (Пруссия). Создал в Кишинёве бессарабское отделение «Агудас Исроэл» (с 1920 года — автономное отделение), которым руководил почти до конца жизни. В 1923 и 1929 годах председательствовал на Первом и Втором всемирных конгрессах движения (кнесия гедола) в Вене; принял участие в работе Третьего конгресса в 1937 году; входил в президиум центрального исполнительного комитета и в так называемый совет мудрецов движения. На конгрессе 1923 года как председательствующий поддержал предложение люблинского раввина Меера Шапиро о введении синхронного годичного цикла чтения Талмуда по всему миру (даф йоми), принятого по сей день.

### После 1918 года
После присоединения Бессарабии к Румынии в 1918 году стал главным раввином Бессарабии (секретарём Цирельсона был раввин И. Ш. Эпельбойм); в следующем году основал в Кишинёве еврейские детские сады, религиозную гимназию (лицей) «Моген Довид» (Щит Давида), а также знаменитую «Ешиву Цирельсона», в которой обучались многие известные впоследствии религиозные деятели разных стран (например будущий Рыбницкий Ребе Хаим-Занвл Абрамович, Бухушский Ребе Ицхок Фридман, Боянский Ребе Менахем Брайер и другие). Пользовался широким уважением в самых разных еврейских кругах, включая разнообразные хасидские движения, особенно среди последователей ружинской и чернобыльской династий, хабадников копустского (копысского) толка.
К этому времени Лейб Цирельсон свободно владел румынским языком и пользовался необычайной популярностью среди еврейского населения Бессарабии. 28 мая 1920 года он был избран сенатором от Кишинёва, а в 1922 году — единственным представителем бессарабского еврейства в румынском парламенте в Бухарестe. С ростом антисемитских настроений в Румынии, раввин Цирельсон всё больше сконцентрировался на борьбе с антисемитизмом. После ряда безрезультатных выступлений в парламенте по конкретным проявлениям ксенофобии, в 1926 году Цирельсон сделал программное заявление об опасности антисемитизма как такового для всего населения страны. Однако после того как парламентарии числом 80 к 17 проголосовали против публикации его выступления в официальном печатном органе парламента, Цирельсон демонстративно снял с себя парламентские полномочия.

### Теологическая и публицистическая деятельность
Хотя первый том респонсов (галахических постановлений) Цирельсона «Гвуль Иехуда» (Ограничения Иегуды) увидел свет ещё в 1905 году (Петроков, второе издание — 1912), основные теологические труды по галахическому законодательству появились в два последних десятилетия его жизни. Знаменитые «Ацей xаЛеванон» вышли в 1922 году в Колошваре (Клаузенбург) и «Маархей Лев» (Предположения сердца) — в 1932 году в Кишинёве.
Сборник эссеистики на идише «Хилф Фар Хилф» (Помощь за помощь) был опубликован в издательстве кишинёвской газеты «Ундзэр Цайт» (Наше время) под редакцией З. Розенталя в 1926 году; проповеди на иврите «хегьон Лев» (Помыслы сердца) там же в 1929 году; эссе на иврите «Ховос Рабоним» вошло в сборник в честь Якоба Розенгейма в Франкфурте-на-Майне в 1931 году; I том собрания речей, аггадических размышлений и респонсов «Лев Иехуда» (Сердце Иегуды) вышел в Кишинёве в 1935 году, II том был опубликован посмертно в Иерусалиме в 1961 году. Выступил автором и редактором общинных сборников кишинёвского раввината на идише «Лой зой хадэрэх!» (не тот путь, в память проф. И. Я. Дегана, Кишинёв, 1924) и «Кешенэв, мойшев скейным» (Кишинёв, дом престарелых, к 30-летнему юбилею кишинёвского дома престарелых имени Перельмутера—Клигмана, 1933).
Все теологические работы Цирельсона многократно переиздавались (обыкновенно репринтными изданиями) в Израиле и США, считаются неотъемлемой частью современного галахического законопроизводства.

### Последние годы жизни

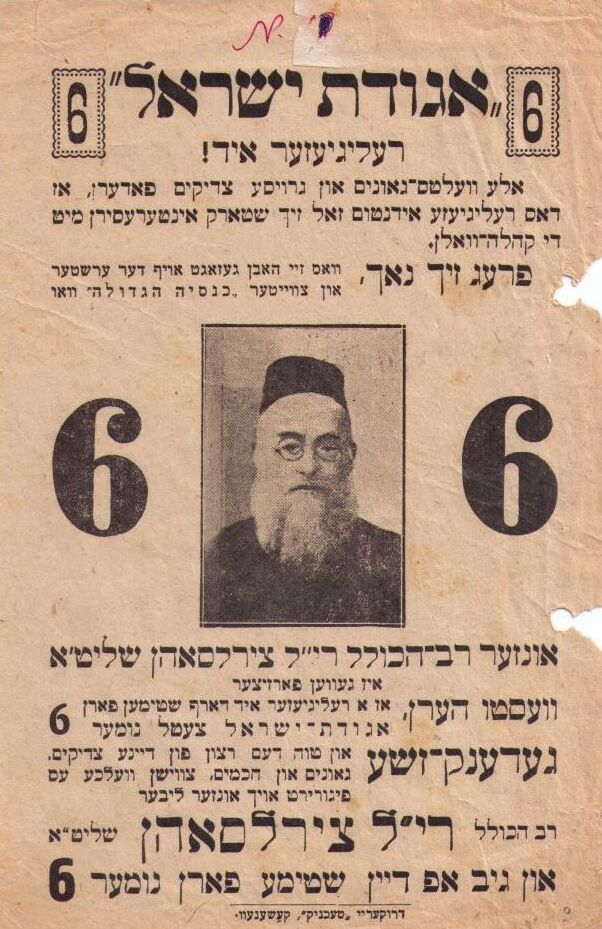
Предвыборная афиша партии Агудас-Исроэл в Кишинёве (идиш)

В 1930-е годы Цирельсон особенно много внимания уделял преподавательской деятельности в своей ешиве, руководил работой других раввинов Бессарабии (Лейви Штернберга, Бенциен-Янкева Шапиро, Иосефа Эпельбойма и других), был избран почётным членом правления Большой синагоги в Вене.
После присоединения Бессарабии к СССР в 1940 году раввин Цирельсон подвергся травле в советской прессе. Погиб при воздушной бомбардировке Кишинёва в первые дни войны, по самой распространённой версии 25 июня или 6 июля 1941 года. В склепе раввина Цирельсона на старом еврейском кладбище на Скулянке в Кишинёве были захоронены повреждённые в результате бомбардировок свитки Торы и других священных книг. В начале 1950-х годов часть еврейского кладбища была снесена под строительство новой дороги, и могила раввина Цирельсона, находящаяся при входе на кладбище, была перенесена в другое место. В 1958 году вся нижняя часть еврейского кладбища была снесена под строительство парка отдыха, памятник на могиле раввина Цирельсона был разрушен, а сама могила и надгробная плита перенесены и захоронены у памятника жертвам Кишинёвского погрома 1903 года (см. фото здесь).
Именем Цирельсона названы улицы в Тель-Авиве, Петах-Тикве, Бней-Браке, Рамат-ха-Шароне, Нетании, Кишинёве. В сохранившейся части здания бывшей «Ешивы Цирельсона» в Кишинёве в 1990-е годы была открыта ныне действующая ешива «Торат Эмет» (Правда Торы). Архив Цирельсона хранится в Еврейской Национальной и Университетской Библиотеке в Иерусалиме.
Внучатый племянник раввина Цирельсона — известный израильский математик Борис Цирельсон.

## Книги Л. М. Цирельсона

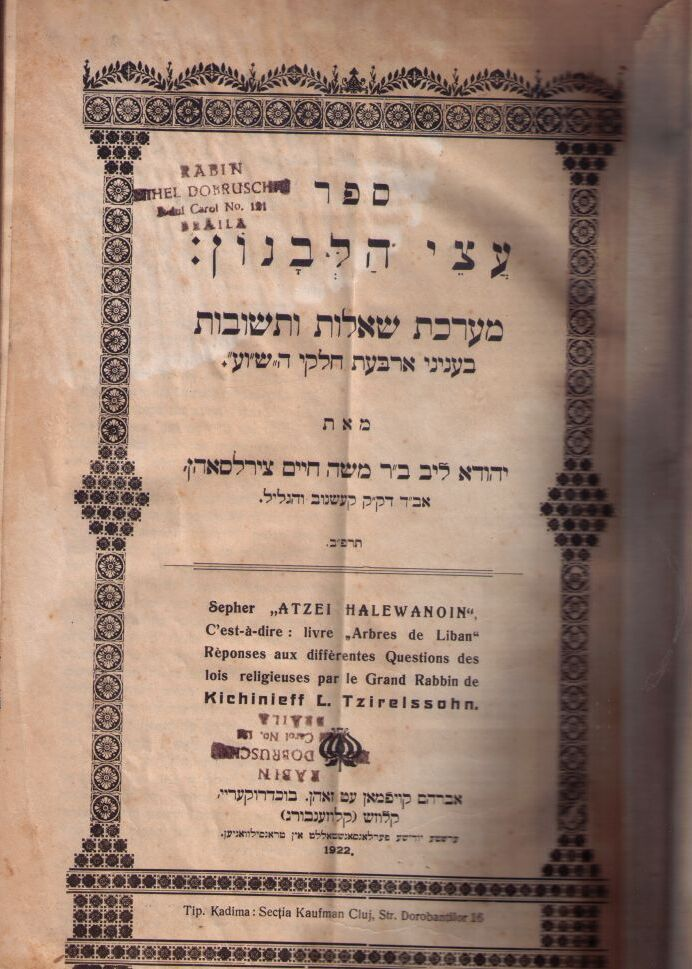
Книга «Ацей ха-Леванойн» (1922)

- Дерех Слула (Проторённый путь, стихотворения и эссе, иврит). — Варшава, 1902.
- Русско-японская война. — Одесса, 1904.
- Сефер Гевул Иехуда (книга ограничений Иегуды: вопросы и ответы (респонсы), древнееврейский и арамейский языки). — Петроков: Типография А. Розенгартен, 1905/1906 (второе издание — 1912).
- Анализ мыльных пузырей (мысли по обустройству еврейских общин России). — Одесса, 1908.
- עצי הלבנון («Ацей hаЛеванон», респонсы на иврите и арамейском языках). — Клойзенбург (Клуж), 1922.
- לא זו הדרך («лой зой hадэрэх!» — не тот путь: в память проф. И. Я. Дегана, идиш), издано кишинёвским раввинатом, типография Бенцион Либерал: Кишинёв, 1924.
- הילף פֿאַר הילף («hилф фар hилф» — помощь за помощь, идиш). — Кишинёв: Ундзэр Цайт, 1926.
- ספֿר הגיון לב («hегьон лев» — помыслы сердца, проповеди и речи, иврит). — Кишинёв: издательство М. Авербуха, 1929.
- ספֿר מערכי לב («маархей лев» — предположения сердца, респонсы, иврит и арамейский языки). — Кишинёв: издательство М. Авербуха, 1932.
- קעשענעװ, מושבֿ זקנים. סכא קדישא («Кешенэв, мойшев скейным» — Кишинёв, дом престарелых; сборник статей и очерков, посвящённый 30-летнему юбилею кишинёвского дома престарелых имени Перельмутера-Клигмана, идиш). / Под редакцией р. И. Л. Цирельсона. — Кишинёв: типография «Техник» — М. Дектор, 1933.
- ספֿר לב יהודה («лев Иехуда» — сердце Иегуды, проповеди, аггадические размышления и респонсы, иврит и арамейский языки). — Т. 1. — Кишинёв: издательство «Техник», 1935; Т. 2. — Иерусалим: Морешет Софрим, 1961.

## О Л. М. Цирельсоне
- Мордехай Слепой «Иехуда Лейб Цирельсон» (на иврите). Тель-Авив: Нецах, 1948.
- Omagiu unei personalităţi proeminente: la 150 de ani de la nașterea lui Leib Țirelson (1859—1941). Слово о выдающемся деятеле: Лейб Цирельсон. На русском и румынском языках. Составитель — Теодор Магдер. Еврейская община Республики Молдова. Кишинёв, 2009. — 63 p.